# Lijst van afleveringen van Austin & Ally
Dit is een lijst van afleveringen van het Disney Channel Original Series-programma Austin & Ally.

## Overzicht
| Seizoen | Afleveringen | Uitgezonden     | Uitgezonden       | Uitgezonden                                     | Uitgezonden      |
| Seizoen | Afleveringen | Seizoen start   | Seizoen finale    | Seizoen start                                   | Seizoen finale   |
| ------- | ------------ | --------------- | ----------------- | ----------------------------------------------- | ---------------- |
| 1       | 19           | 2 december 2011 | 9 september 2012  | 5 mei 2012 (sneak peak) 20 juli 2012 (première) | 23 november 2012 |
| 2       | 26           | 7 oktober 2012  | 29 september 2013 | 3 mei 2013                                      | 4 oktober 2013   |
| 3       | 22           | 27 oktober 2013 | 23 november 2014  | 13 juni 2014                                    | 27 februari 2015 |
| 4       | 20           | 18 januari 2015 | 10 januari 2016   | 17 juli 2015                                    | 22 januari 2016  |

## Seizoen 1 (2011/2012)
- Dit seizoen bestaat uit 19 afleveringen.
- De sneak peek van dit seizoen was te zien op 5 mei 2012.
- De première was op 20 juli 2012.
- Alle afleveringen zijn uitgezonden in Nederland/Vlaanderen.

| Nr. | Aflevering | Titel                                                      | Regisseur             | Schrijver                        | Uitzenddatum     | Productiecode |  |
| --- | ---------- | ---------------------------------------------------------- | --------------------- | -------------------------------- | ---------------- | ------------- |  |
| 1 | 1          | Rockers & Writers (Zangers & Schrijvers)                   | Shelley Jensen        | Kevin Kopelow & Heath Seifert    | 2 december 2011  | 101           |  |
| Ally Dawson, (Laura Marano) een briljante, verlegen songwriter die werkt bij Sonic Boom, een muziekwinkel waarvan haar vader, Lester (Andy Milder) de eigenaar is die gevestigd is in het winkelcentrum van Miami. Austin Moon (Ross Lynch) heeft een ambitie voor zingen. Hij stoort Ally in de oefenruimte waar zij een klein deel van haar nummer 'Double Take' zingt/speelt. Zonder dat Ally het weet, 'lenen' Austin en zijn beste vriend Dez (Calum Worthy) het liedje en maken er een videoclip op, waarna Austin een lokale internetsensatie wordt. Na Austins optreden bij de Helen show, vraagt Helen of Austin morgen terug wil komen met een nieuw liedje. Austin kan geen liedjes schrijven en ziet geen andere oplossing dan Ally te vragen of zij nog een nummer voor hem wil schrijven. Ally weigert zijn voorstel eerst, maar later accepteert ze zijn voorstel en schrijven ze samen een nieuw nummer. Austin wil graag dat Ally erbij is als hij het nieuwe nummer speelt. Maar als de pianist ziek is, moet Ally invallen. Dit hoorde allemaal bij het plan van Austin om Ally van haar plankenkoorts af te krijgen, maar het eindigt allemaal in een ramp. Aan het eind worden Austin en Ally partners, met Dez als videoclip regisseur en Trish (Raini Rodriguez), Ally's beste vriendin, als Austins manager. Liedjes: "Double Take", "Break Down The Walls" |            |                                                            |                       |                                  |                  |               |  |
| 2 | 2          | Kangaroos & Chaos (Kangoeroes & Chaos)                     | Shelley Jensen        | Kevin Kopelow & Heath Seifert    | 4 december 2012  | 102           |  |
| Het is alweer een maand geleden dat Austins laatste liedje uitkwam. Hij wordt bang dat zijn carrière alweer over is en mensen zijn vergeten wie hij is. Onder de druk van haar vrienden schrijft Ally een nieuw liedje, maar het is nauwelijks te lezen. Dez en Trish zoeken rekwisieten voor de muziekvideo waarvan zij denken dat Ally bedoelt met de songtekst. Dit zorgt ervoor dat er een kameel is en een kangoeroe. Nu moeten ze samen deze verwarring weer zien op te lossen. Liedje: "A Billion Hits" |            |                                                            |                       |                                  |                  |               |  |
| 3 | 3          | Secrets & Songbooks (Geheimen & Boeken)                    | Shelley Jensen        | Eric Friedman                    | 11 december 2012 | 103           |  |
| Ally is haar boek kwijt. Deze gebruikt ze ook als haar dagboek. Zij en Trish zoeken er wanhopig naar, zonder te weten dat Austin en Dez haar boek al gevonden hebben. Ze hebben het ook gelezen en ontdekken dat Ally een geheime liefde heeft. Als Austin overtuigd is dat Ally verliefd is op hem, zoekt hij een manier om haar niet meer verliefd op hem te laten zijn en haar te laten weten dat ze gewoon vrienden zijn. Ally en Trish komen erachter dat Austin en Dez haar boek hebben gelezen en bedenken een plan om wraak op Austin te nemen om hem een lesje te leren. Ally onthult dat haar geheime liefde Dallas is die werkt bij de telefoonaccessoire kar vlak bij Sonic Boom. Het misverstand tussen Austin en Ally is opgelost. Gastrollen: Noah Centineo als Dallas, Cole Sand als Nelson Liedje: "Not A Love Song" |            |                                                            |                       |                                  |                  |               |  |
| 4 | 4          | Zaliens & Cloud Watchers (Zaliens & Wolkenkijkers)         | Shelley Jensen        | Rich Nyholm                      | 8 januari 2012   | 105           |  |
| Ally heeft een nieuw nummer geschreven waar ze erg trots op is, het zou helemaal over Austin gaan; Austin haat echter het nummer, omdat het helemaal níét over hem gaat. Daarom besluiten Austin en Ally dat ze elkaar beter moeten leren kennen zodat Ally beter nummers kan schrijven die wel over Austin gaan. Ze besluiten om dingen te doen die de ander leuk vindt. Ondertussen vinden Trish en Dez, die elkaar niet mogen, uit dat ze dingen gemeen hebben. Nadat het horrorfestival eindigt in een grote flop, Ally Augurk de gans meeneemt, die haar helpt als ze geen songtekst kan bedenken, omdat ze de vijver gaan weg halen, besluiten Austin en Ally dat hoewel ze anders zijn dat juist dat hun goede partners maakt. Gastrollen: Cole Sand als Nelson, Matthew Scott Montgomery als Walter Liedje: "It's Me, It's You" |            |                                                            |                       |                                  |                  |               |  |
| 5 | 5          | Bloggers & Butterflies (Bloggers & Vlinders)               | Shelley Jensen        | Kevin Kopelow & Heath Seifert    | 15 januari 2012  | 104           |  |
| Austin wordt zwartgemaakt op de website van een blogger, Hater Chick. Wanneer hij en de rest erachter komen wie Hater Chick is blijkt dat zij niet Austin haat, maar Ally. Ze wil wraak op Ally voor iets wat op de kleuterschool gebeurd is. Ondertussen hebben Trish en Dez een baan in een gebakken vis restaurant. Gastrollen: Audrey Whitby als Tilly Thompson, Jimm Hoffmaster als Piraat Frank Liedje: "The Butterfly Song" (Het Vlinderliedje) |            |                                                            |                       |                                  |                  |               |  |
| 6 | 6          | Tickets & Trashbags (Kaartjes & Vuilniszakken)             | Adam Weissman         | Samantha Silver & Joey Manderino | 22 januari 2012  | 107           |  |
| Iedereen is erg blij als Austin is uitgenodigd om op te treden met Shiny Money tijdens de Miami Music Awards, maar helaas heeft Austin maar één extra kaartje. Hun vriendschap wordt op de proef gesteld wanneer Ally, Trish en Dez met elkaar om het kaartje strijden. Nadat Austin per ongeluk tegen iedereen ja heeft gezegd, worden ze allemaal boos op hem. Hierdoor begint Austin zich af te vragen of hij gewoon maar alleen moet gaan. Op de avond van de Miami Music Awards realiseren Ally, Trish en Dez zich dat ze egoïstisch waren en gaan naar het uitreikingsevenement om Austin tijdens zijn optreden te steunen. Gastrollen: Cole Sand als Nelson, James Earl als Shiney Money Liedje: "Trash Talka" (ft. "Double Take") |            |                                                            |                       |                                  |                  |               |  |
| 7 | 7          | Managers & Meatballs (Managers & Mooie praatjes)           | Adam Weissman         | Wayne Conley                     | 29 januari 2012  | 108           |  |
| Austin wordt benaderd door een beroemde muziekmanager, Demonica Dixon. Zij wil graag zijn manager worden en belooft hem een topcarrière. Austin moet kiezen tussen vrienden of beroemd zijn. Wanneer hij erachter komt dat Demonica expres zijn vriendschap met Ally, Dez en Trish heeft gesaboteerd, maakt hij een plan met zijn vrienden om Demonica een koekje van eigen deeg te geven. Gastrollen: Lisa Arch als Demonica Dixon, Jeff Blum als Standbeeldgast Liedje: "Better Together" |            |                                                            |                       |                                  |                  |               |  |
| 8 | 8          | Club Owners & Quinceaneras (Clubeigenaren & Quinceañeras)  | Eric Dean Seaton      | Samantha Silver & Joey Manderino | 19 februari 2012 | 109           |  |
| Trish geeft een quinceañeras, een Mexicaans feestje wanneer een meisje 15 jaar wordt. Naar het feestje komt ook een bekende clubeigenaar. Austin wil graag indruk op hem maken, zodat hij misschien wel kan toeren door zijn clubs. Omdat Dallas ook op het feestje zal zijn, en Ally slecht kan dansen, geeft Austin haar danslessen. Als Ally vraagt of Dallas met haar wil dansen zegt hij nee. Ally is van slag. Later blijkt dat Dallas ook niet kan dansen. Als het feestje is afgelopen komen ze erachter dat de clubeigenaar eigenlijk een golfclubeigenaar is. Gastrollen: Noah Centineo als Dallas, Eileen Galindo als Mvr. De la Rosa, Devan Leos als JJ De la Rosa, David Michie als Emilio. |            |                                                            |                       |                                  |                  |               |  |
| 9 | 9          | Deejays & Demos (Dj's & Demo's)                            | Roger S. Christiansen | Steve Freeman & Aaron Ho         | 26 februari 2012 | 111           |  |
| Austin heeft zijn eerste radio-interview en besluit dat dit het perfecte moment is om Ally de eer te geven die ze verdient. Maar tijdens het interview keert zijn plan tegen zich als de dj vraagt of Austin & Ally terug willen komen en live op de radio willen optreden. Nu moet de groep een manier zien te vinden om dit op te lossen vanwege Ally's plankenkoorts, maar als Dez hun briljante idee verprutst, moeten ze een andere oplossing zien te vinden. Gastrol: Preston Jones als Miami Mack Liedje: "You Don't See Me" |            |                                                            |                       |                                  |                  |               |  |
| 10 | 10         | World Records & Work Wreckers (Wereldrecords & Werkrampen) | Phill Lewis           | Kevin Kopelow & Heath Seifert    | 4 maart 2012     | 113           |  |
| Ally geeft Dallas per ongeluk een baantje bij Sonic Boom. Maar als blijkt dat hij een slechte werknemer is, aarzelt ze om hem te ontslaan want dat zou misschien de kans dat hij haar leuk gaat vinden verpesten. Ondertussen proberen Austin & Dez een wereldrecord te breken. Gastrol: Noah Centineo als Dallas. |            |                                                            |                       |                                  |                  |               |  |
| 11 | 11         | Songwriting & Starfish (Songwriting & Zeesterren)          | Eric Dean Seaton      | Eric Friedman                    | 11 maart 2012    | 110           |  |
| Autin is geïnteresseerd in het meedoen aan de Hot Summer Jam Contest en met een beetje hulp van zijn vrienden, zou hij misschien wel kunnen winnen waardoor zijn liedje op de radio komt. De wedstrijd vindt plaats op het strand, maar Ally heeft slechte herinneringen aan het strand. Hierdoor kunnen Austin & Ally geen goede tekst bedenken. Austin, Dez en Trish proberen Ally te helpen om van haar slechte herinneringen af te komen, zodat Austin & Ally wel een goede tekst kunnen bedenken. Wanneer Ally's liedjesboek onder de kauwgum zit, zet Trish het boek in haar ijsjeskar zodat ze de kauwgum ervan af kunnen schrapen. Ze vergeten om het boek uit de kar te halen, dus moeten ze proberen in te breken in winkel om het boek terug te krijgen. Wanneer ze de winkel binnen zijn, valt de deur dicht en zitten Austin, Ally en Trish opgesloten in de vriezer. Austin belt Dez om te vragen of hij hen kan redden. Dez redt hen uiteindelijk, maar worden gepakt door een politieagent. Op het bureau leggen ze het hele verhaal uit wat ze midden in de nacht te zoeken hadden in een ijssalon. Gastrol: Kelly Perine als Politieagent Dunphy Liedje: "Heard It On The Radio" |            |                                                            |                       |                                  |                  |               |  |
| 12 | 12         | Soups & Stars (Soep & Sterren)                             | Shannon Flynn         | Wayne Conley                     | 25 maart 2012    | 115           |  |
| Ally heeft een Twitteraccount aangemaakt. Ze is erg blij als ze 5000 volgers heeft nadat zij een foto had gepost van haar "spinnensoep" toen ze aan het eten was bij Suzy's Soep, een restaurant waarvan haar vroegere juf nu de eigenaar is. Wanneer blijkt dat mensen niet meer komen eten bij Suzy's Soup vanwege haar foto, voelt Ally zich schuldig en wil graag helpen. Ally gaat wat te ver met haar plannen en verpest bijna alles. Dez is de redder in nood die haar commercial voor Suzy's Soup bewerkt en het tot een hit maakt. Gastrol: Lynne Marie Stewart als juf Suzy Liedje: "Suzy's Soups Jingle" |            |                                                            |                       |                                  |                  |               |  |
| 13 | 13         | Burglaries & Boobytraps (Inbrekers & Instinkers)           | Shelley Jensen        | Seve Freeman & Aaron Ho          | 15 april 2012    | 106           |  |
| Wanneer het winkelcentrum wordt geteisterd door inbraken, Ally en de andere werknemers uit het winkelcentrum proberen uit te vinden wie de dief is. Als ook Sonic Boom blijkt bestolen te zijn, gaan Trish en Ally kijken op de beelden van de beveiligingscamera. Ze zien dat Austin de gitaar heeft gepakt. Austin legt later uit dat hij die gitaar alleen maar gepakt heeft om hem te laten signeren door Bruno Mars, omdat hij weet dat Ally een fan van hem is en hij zich schuldig voelde over het te laat komen. Ondertussen denken de winkeleigenaren dat Austin de dief is. De groep moet een manier te vinden om uit te zoeken wie de echte dief is. Gastrollen: Jeff Blum als Standbeeldgast, Ithamar Enriquez als de postbezorger/alfabetbandiet, Jim Hoffmaster als Piraat Frank, Greg Workswick als Billl. Opmerking: Er wordt verteld dat Austins volledige naam Austin Monica Moon is. |            |                                                            |                       |                                  |                  |               |  |
| 14 | 14         | My TAB & My Pet (Vreemde Vogels & MyPads)                  | Phill Lewis           | Rick Nyholm                      | 22 april 2012    | 114           |  |
| De groep heeft overnacht voor een winkel omdat ze graag een myPad willen hebben. Ally heeft haar vogel, Owen, meegenomen. Ally probeert iedereen op hun plek te laten blijven staan. Nadat Austin en Dez naar Sonic Boom waren gestuurd, opent Austin per ongeluk de deur van de kooi en Owen vliegt weg. Nu moeten Austin en Dez een manier zien te vinden om Owen weer terug te halen voordat Ally erachter komt. Gastrollen: Ashley Fink als Mindy, Jeff Blum als Standbeeldgast, Jim Hoffmaster als Piraat Frank, Greg Workswick als Billl Liedje: "Not A Love Song" (acoustic) |            |                                                            |                       |                                  |                  |               |  |
| 15 | 15         | Filmmaking & Fear Breaking (Producties & Paraplu's)        | Roger S. Christiansen | Rick Nyholm                      | 20 mei 2012      | 112           |  |
| Dez filmt zijn eerste grote film en wil graag dat Austin de hoofdrol speelt. Als de hele set vol staat met paraplu's, wil Austin de film niet meer doen. Austin is bang voor paraplu's. Dat kwam door een gebeurtenis in zijn kindertijd. Ally probeert hem te helpen met zijn angst door te vertellen hoe zij aan haar plankenkoorts komt. Ondertussen irriteert Trish Dez omdat zij een betere rol wil in zijn film. Gastrol: Cole Sand als Nelson |            |                                                            |                       |                                  |                  |               |  |
| 16 | 16         | Dinners & Daters (Diners & Dates)                          | Shelley Jensen        | Seve Freeman & Aaron Ho          | 17 juni 2012     | 116           |  |
| Trish heeft een nieuwe baan in een restaurant waar de obers zingen voor de klanten. Ook Cassidy werkt daar. Ze kan erg goed zingen. Austin wordt verliefd op haar. Als hij haar mee uit vraagt zegt ze nee omdat ze alleen maar tijd heeft voor haar werk en haar band. Daarom neemt Austin ook een baan in dat restaurant zodat hij bij Cassidy kan zijn. Nadat Austin haar een serenade heeft gebracht, vraagt hij haar nog een keer uit. Ook nu zegt ze nee, maar dat komt omdat haar band een platencontract heeft gekregen en ze naar Los Angeles verhuist. Ondertussen is Dez erachter dat Mindy de manager is van het restaurant. Nu probeert Dez haar te ontlopen omdat hij weet dat Mindy enorm verliefd op hem is. Gastrollen: Ashley Fink als Mindy, Aubrey Peeples als Cassidy Liedje: "Heart Beat" |            |                                                            |                       |                                  |                  |               |  |
| 17 | 17         | Everglades & Allygators (Everglades & Alligators)          | Shelley Jensen        | Clay Lapari                      | 15 juli 2012     | 119           |  |
| Shiney Money nodigt Austin en de rest uit om naar zijn Moeras feest in de Everglades te komen, omdat hij wil dat Austin daar komt optreden. Austin & Ally mogen in zijn woonboot met zijn apparatuur een nieuw nummer schrijven. Als Trish een stekker te veel in het stopcontract drukt, valt de stroom uit. Ondertussen zoeken Dez en Trish naar een legende alligator "Big Mama". Als een babyalligator hen is gevolgd naar de woonboot, valt "Big Mama" de woonboot aan. De groep werkt samen en zorgt ervoor dat de alligators weggaan. Deze boort per ongeluk een gat in de vloer van de boot, waardoor de boot zinkt. Aan het eind geeft Austin een onvergetelijk optreden op het Moeras feest. Gastrollen: James Earl als Shiney Money, John Lee Ames als Clavis. Liedje: "Na, Na, Na (The Summer Song)" |            |                                                            |                       |                                  |                  |               |  |
| 18 | 18         | Successes & Setbacks (Succes & Sores)                      | Shelley Jensen        | Samantha Silver & Joey Manderino | 19 augustus 2012 | 117           |  |
| Austin krijgt een kans om een platencontract binnen te slepen bij Starr Records. Als hij de hele avond oefent, krijgt hij last van zijn keel en beschadigt hij zijn stembanden. Austin gaat naar de dokter en ontdekt dat hij nodulo's op zijn stembanden heeft zitten. Hij moet besluiten om een ingreep te laten doen waardoor hij weer zal kunnen zingen, maar die zijn stem kan veranderen of niets laten doen en het risico lopen dat hij nooit meer zal kunnen zingen en het familiebedrijf overneemt. Gastrollen: Jill Benjamin als Mimi Moon, John Henson als Mike Moon, Richard Whiten als Jimmy Starr Liedje: "The Way That You Do" Opmerking: Dit was de eerste aflevering met Austins ouders Mike & Mimi Moon. |            |                                                            |                       |                                  |                  |               |  |
| 19 | 19         | Albums & Auditions (Albums & Audities)                     | Eric Dean Seaton      | Kevin Kopelow & Heath Seifert    | 9 september 2012 | 118           |  |
| Austins muziekcarrière is aan het vloeien, zijn album staat op het punt om uitgegeven te worden en Ally is geaccepteerd op de Music University of New York met de hulp van Austin, Dez en Trish. Echter is de groep er niet van op de hoogte dat de muziekschool in New York is. Als Ally vertelt dat de muziekschool in New York is, is de groep kapot van haar vertrek en willen niet dat ze gaat. Nu moet Ally beslissen of ze haar droom opgeeft en in Miami blijft en Austins partner blijft of vertrekken naar New York. Tijdens het feestje van Austins uitgebrachte album hebben Austin, Dez en Trish een filmpje gemaakt met daarin alle goede tijden die ze beleefd hebben samen. Daarna nemen ze definitief afscheid. De aflevering eindigt ermee dat Ally bekendmaakt dat zij haar droom al aan het leven is en in Miami blijft. Gastrollen: Cole Sand als Nelson, Richard Whiten als Jimmy Starr. Liedjes: "Illusion" en "Can't Do It Without You (acoustic)" Opmerking: Dit is de seizoensfinale. |            |                                                            |                       |                                  |                  |               |  |

## Seizoen 2 (2012/2013)
- Dit seizoen bestaat uit 26 afleveringen.
- Dit seizoen ging op 7 oktober 2012 in première in de Verenigde Staten.
- Dit seizoen is van start gegaan op 3 mei 2013 in Nederland en Vlaanderen.

| Nr. | Aflevering | Titel                                                                        | Regisseur           | Schrijver                                | Uitzenddatum      | Productiecode |  |
| --- | ---------- | ---------------------------------------------------------------------------- | ------------------- | ---------------------------------------- | ----------------- | ------------- |  |
| 20 | 1          | Costumes & Courage (Maskers & Moed)                                          | Shelley Jensen      | Rick Nyholm                              | 7 oktober 2012    | 201           |  |
| Austins nieuwe platencontractlabel, Jimmy Starr, nodigt hem uit om op te treden tijdens het Starr Records Halloweenfeest, waar hij een duet met Taylor Swift zal zingen met Ally's nieuwe nummer. Austin denkt dat Ally hun lied verkocht heeft aan Taylor en stuurt per ongeluk een sms naar Jimmy waarin hij zijn frustraties uit. Op het Halloweenfeest splitsen ze op om Jimmy te vinden en de sms te verwijderen voordat hij hem leest. Ondertussen gaan Dez en Trish op een spokenjacht missie, omdat het in het huis waarin ze zich bevinden het vermoedelijk spookt. Gelukkig vinden ze Jimmy en wist Ally het bericht door te doen alsof ze haar vader een bericht stuurt. Trish en Dez' spokenjacht missie gaat mis als ze per ongeluk Taylor Swift bewusteloos slaan. Omdat Ally exact hetzelfde kostuum draagt als Taylor, valt ze in voor haar en doet alsof ze Taylor Swift is, om Austin niet te laten vallen. Gastrollen: Richard Whiten als Jimmy Starr, Cole Sand als Nelson, Troy Osterberg als Ethan Liedje: "Don't Look Down" Opmerking: Dit is de eerste keer dat Ally optreedt. |            |                                                                              |                     |                                          |                   |               |  |
| 21 | 2          | Backups & Breakups (Dansen & Dumpen)                                         | Shelley Jensen      | Kevin Kopelow & Heath Seifert            | 14 oktober 2012   | 202           |  |
| Austin en Ally zijn nieuwsgierig als Trish en Dez iets verbergen voor hun. Dit leidt ertoe dat Austin en Ally denken dat ze aan het daten zijn, terwijl, in feite, Trish date met Trent. Trish besluit om hun relatie geheim te houden zodat Austin niet wordt beïnvloed met het maken van een keuze als Trent auditie doet voor een rol als back-up danser. Later vindt Ally uit dat Trent Trish aan het bedriegen is en alleen maar met haar date om een back-up danser te worden in Austins team. Ze twijfelt of ze het Trish wel of niet moet vertellen. Nadat ze advies heeft gekregen van haar moeder, Penny, via videochat, besluit ze om het haar te vertellen. Trish confronteert Trent hiermee en maakt het uit. Austin ontslaat hem uit zijn team. Trent denkt dat Austin hem alleen maar heeft ontslagen omdat Austin jaloers zou zijn dat hij een betere danser was. Trent daagt Austin uit voor een dance-off. Austin wint de dance-off en Trish krijgt een nieuw vriendje. Gastrollen: Julia Campbell als Penny Dawson, Trevor Jackson als Trent, Mike McCafferty als Mr. Conley, Jaida-Iman Benjamin als Becky, Minor Terazza als Roger. Opmerking: Dit was de eerste aflevering van de serie die plaatsvindt op school. Dit was ook de eerste keer dat Ally's moeder te zien was. |            |                                                                              |                     |                                          |                   |               |  |
| 22 | 3          | Magazines & Made-Up Stuff (Op de cover & Over de top)                        | Shelley Jensen      | Samantha Silver & Joey Manderino         | 28 oktober 2012   | 205           |  |
| Trish heeft Austin geboekt voor de cover van een populair tienertijdschrift, Super Beat. Ten eerste moet Austin een vragenlijst invullen, maar Trish denkt dat hij te saai is dus vult zij hem in. Als de journalist, Megan Simms opduikt, realiseert iedereen zich dat Trish Austins hobby's, vaardigheden en interesses heeft verfraaid. Megan wil alle verbazingwekkende vaardigheden van Austin zien om te bewijzen dat hij het waard is om op de cover te staan. Austin vreest dat als hij niet doet wat Megan graag wil, Megan hem zal ontmaskeren als een totale leugenaar. Nu moet de groep een manier zien te vinden om de journalist onder de indruk te krijgen terwijl ze ook moeten zorgen dat Austin niet in de problemen komt. Gastrollen: Aubrey K. Miller als Megan Simms, Carrie Wampler als Brooke, Madison McMillin als Europees Model Liedjes: "The Butterfly Song", "Who I Am", "Sonic Boom Blues" |            |                                                                              |                     |                                          |                   |               |  |
| 23 | 4          | Parents & Punishments (Benefiet & Betrapt worden)                            | Shelley Jensen      | Steve Freeman & Aaron Ho                 | 4 november 2012   | 206           |  |
| Na een overstroming op Nelsons school en alle instrumenten zijn geruïneerd, is hij verdrietig omdat de muziekklas nu niet in staat zal zijn om hun concerten op te voeren. Ally geeft per ongeluk alle instrumenten in Sonic Boom weg aan de muziekklas. Ally moet op de een of andere manier aan $10.000 zien te komen om voor alle instrumenten te kunnen betalen voordat haar vader erachter komt. De groep besluit om een benefietconcert te organiseren om het geld in te zamelen. Austin wil graag optreden om voor nog meer donaties te zorgen, maar hij heeft huisarrest omdat hij slechte cijfers heeft. Nu heeft de groep een back-up plan nodig. Gastrollen: Cole Sand als Nelson, Jill Benjamin als Mimi Moon, John Henson als Mike Moon, Aubrey K. Miller als Megan Simms, Andy Miller als Lester Dawson. Liedjes: "Better Together (acoustic)", "Heart Beat (acoustic)" |            |                                                                              |                     |                                          |                   |               |  |
| 24 | 5          | Crybabies & Cologne (Bijen & Boze tongen)                                    | Shelley Jensen      | Luisa Leschin                            | 11 november 2012  | 203           |  |
| Trent vraag aan Ally of zij een nummer voor hem kan schrijven, zodat hij net zo beroemd als Austin kan zijn. Nadat Ally weigert om hem te helpen, steelt Trent haar nieuwste nummer waar ze met Austin aan werkte. Later ontdekt de groep dat Trent een sensatie werd door het kopiëren van Austins "Double Take" video en als T-Fame als artiestennaam heeft. Trent stijgt snel met zijn roem en begint Austins leven te stelen. Nu moet de groep een manier vinden om Trent te verslaan. Gastrollen: Trevor Jackson als Trent/T-Fame, Alexander Walsh als Dex, Renee Percy als Wanda Watson, Michael McCafferty als Mr. Conley. Liedje: "Got It 2" Opmerking: Deze aflevering lijkt op wat er is gebeurd in "Rockers & Writers". |            |                                                                              |                     |                                          |                   |               |  |
| 25 | 6          | Austin & Jessie & Ally All Star New Year (Austin & Jessie & Ally Nieuw Jaar) | Bob Koherr          | Wayne Conley, Mike Montesano & Ted Zizik | 7 december 2012   | 211           |  |
| Austin, Ally, Dez en Trish reizen naar New York, waar Austin is geboekt op Times Square om op te treden op oudejaarsavond. Zijn droom wordt nu eindelijk werkelijkheid. Trish had hem eerst geboekt om op te treden in Timmy's Square in Miami, maar Trish had deze vergissing opgelost. Als de groep in het vliegtuig zit, krijgt deze problemen en eindigen ze in Philadelphia. Ze komen snel met een oplossing en reizen per taxi naar New York. Ze worden uit de taxi getrapt als blijkt dat de groep de rit niet kan betalen. Ze moeten nu dus lopen naar Times Square. Als de beveiliging hen er niet door laten, botsen ze tegen Jessie (Debby Ryan), een nanny, en een gestoorde fan, Emma (Peyton List). Gelukkig komt Jessie met een effectief plan om Austin op tijd te laten optreden. Jessie vliegt hem met een helikopter naar Times Square en Austin treedt op. Na zijn optreden gaat de groep mee naar het huis van Jessie en Emma. Jessie hoopt op deze manier dat Austin een van haar nummers opneemt en het verandert in een grote hit. Ze ontmoeten de rest van de familie Ross: Luke (Cameron Boyce), Ravi (Karan Brar), Zuri (Skai Jackson) en de butler Bertram (Kevin Chamberlin). Later reizen ze met z'n allen naar Miami, waar Austin en Jessie een duet zullen zingen op zijn volgende concert. Jessies "nummer" is eigenlijk Zuri's schoolopdracht. Zuri ontdekt het, maar geeft Jessie de eer omdat ze weet hoeveel dit voor Jessie betekent. Aan het einde geven Austin en Jessie een onvergetelijk optreden en Dez maakt er een videoclip van. Liedjes: "Christmas Soul", "Can You Feel It", "Face To Face" Opmerking: Dit is een speciale aflevering van 49 minuten. De opening is een combinatie van de opening van Austin & Ally en Jessie. |            |                                                                              |                     |                                          |                   |               |  |
| 26 | 7          | Ferris Wheels & Funky Breath (Muziekclips & Mondwalm)                        | Shelley Jensen      | Steve Freeman & Aaron Ho                 | 13 januari 2013   | 204           |  |
| Dez huurt Kira (Kiersey Clemons) in om Austins vriendin te spelen in zijn nieuwe videoclip. Kira heeft de looks, alleen een heel slechte adem. Ze proberen meerdere malen om haar adem te verfrissen, maar het werkt averechts. Wanneer Dez vastbesloten is om Kira te ontslaan, ontdekken ze dat Kira de dochter is van Jimmy Starr, dus moeten ze een manier vinden om haar ontslag te laten nemen. Gastrollen: Richard Whiten als Jimmy Starr, Kiersey Clemons als Kira Starr. Liedje: "No Ordinary Day" |            |                                                                              |                     |                                          |                   |               |  |
| 27 | 8          | Girlfriends & Girl Friends ('Gewoon' Vrienden)                               | Shelley Jensen      | Samantha Silver & Joey Manderino         | 27 januari 2013   | 207           |  |
| Als blijkt dat Kira geen slechte adem meer heeft, besluit Austin om haar mee uit te vragen. Kira denkt dat hij een grapje maakt, omdat zij denkt dat Austin een oogje heeft op Ally. Om haar ongelijk te bewijzen, helpt Ally Austin met het plannen van de perfecte date voor hen. Later beseft Ally dat ze Austin echt leuk vindt. Nadat Austin vertrokken is voor zijn date met Kira, ontdekken Dez, Trish en Ally dat Ally de slechtste date heeft gepland. Alles wat ze hadden gepland, haat Kira. Ze besluiten om naar het park te gaan om Austins date te redden, zodat Kira niet zal denken dat Ally hun date aan het saboteren is. Op het eind, vallen alle puzzelstukjes in elkaar, Austin en Kira besluiten om samen te blijven, waardoor Ally een gebroken hart heeft. Gastrollen: Kiersey Clemons als Kira Starr, Russ Marchand als Jett Deely. Opmerking: Deze aflevering is deel 1 van de reeks "Austin & Ally: Liefdeskriebels" in Nederland en Vlaanderen. |            |                                                                              |                     |                                          |                   |               |  |
| 28 | 9          | Campers & Complications (Cultuur & Complicaties)                             | Adam Weissman       | Rick Nyholm                              | 17 februari 2013  | 208           |  |
| Wanneer Ally's oude zomerkampvriend, Elliott (Cody Cristian), haar komt opzoeken, brengen zij veel tijd met elkaar door en halen herinneringen op uit het verleden. Hoewel Austin nu date met Kira, begint hij jaloers te worden op Ally's vriendschap met Elliott. Austin realiseert zich door Dez dat hij Ally leuk vindt. Later hoort Dez Ally zeggen dat Elliot haar eerste liefde was en dat zij altijd al zijn vriendin wilde zijn en verteld dit aan Austin. Maar Ally wilde eigenlijk tegen Elliott zeggen dat zij gewoon vrienden wil blijven. Austin wordt bezorgd en zorgt ervoor dat Ally geen mogelijk krijgt om dit tegen Elliott te zeggen tijdens hun avondje uit. Kira komt er later achter dat Austin Ally leuk vindt en maakt het uit met hem. Als hij weet wat hij wil, dan mag hij haar bellen. Ondertussen voelt Dez zich eenzaam omdat Austin nu veel tijd doorbrengt met Kira en daar maakt Trish gebruik van. Gastrollen: Kiersey Clemons als Kira Starr, Cody Allen Christian als Elliot. Opmerking: Deze aflevering is deel 2 van de reeks "Austin & Ally: Liefdeskriebels" in Nederland en Vlaanderen. |            |                                                                              |                     |                                          |                   |               |  |
| 29 | 10         | Chapters & Choices (Hoofdstukken & Hoofdbrekens)                             | Adam Weissman       | Kevin Kopelow & Heath Seifert            | 24 februari 2013  | 209           |  |
| Penny, Ally's moeder, keert terug vanuit Afrika om een boekrelease feest te geven. Ally vindt eindelijk de moed om haar plankenkoorts te overwinnen. Ondertussen zit Austin in tweestrijd, hij vindt Ally én Kira leuk. Austin vraagt uiteindelijk of Kira zijn vriendin wil zijn, maar zij zegt tegen hem dat ze tijd nodig heeft. Op het boekrelease feest voer Austin & Ally een duet op. Na hun optreden zoenen Austin & Ally. Kort daarna komt Kira naar Austin toe en accepteert zijn aanbod om zijn vriendin te zijn, waar Ally bij is. Gastrollen: Andy Milder als Lester Dawson, Julia Campbell als Penny Dawson, Kiersey Clemons als Kira Starr. Liedje: "You Can Come To Me" Opmerking: Deze aflevering is deel 3 van de reeks "Austin & Ally: Liefdeskriebels" in Nederland en Vlaanderen. |            |                                                                              |                     |                                          |                   |               |  |
| 30 | 11         | Partners & Parachutes (Partners & Parachutes)                                | Eric Dean Seaton    | Kevin Kopelow & Heath Seifert            | 17 maart 2013     | 210           |  |
| Na wat er gebeurd is met Kira en Austin, probeert Ally weer verder te gaan en richt zich op haar carrière nu ze geen plankenkoorts meer heeft. Ondertussen probeert Austin het uit te maken met Kira omdat hij zich realiseert dat hij veel liever bij Ally wil zijn, maar zijn methodes werken averechts. Trish wordt Ally's manager en boekt haar interview met Megan Simms van Cheetah Beat om te praten over haar carrière, maar Megan geeft meer om de roddels. Als het Austin eindelijk lukt om het uit te maken met Kira, besluiten ze om vrienden te zijn. Maar als ze elkaar omhelzen, maakt Megan een foto die de cover van Super Beat wordt. Megan denkt dat Kira zijn vriendin is. Nu moet Austin een oplossing zien te vinden om Ally te overtuigen dat hij en Kira geen relatie meer hebben. Nadat Austins verrassing voor Ally eindigt in één grote flop, gaat hij naar de oefenruimte. Hier vindt hij een lied in het liedjesboek van Ally, die verklaart dat zij nog steeds gevoelens voor hem heeft. Op het einde zingt Austin dat nummer voor Ally en worden ze officieel een koppel. Gastrollen: Aubrey K. Miller als Megan Simms, Andy Milder als Lester Dawson, Julia Campbell als Penny Dawson, Kiersey Clemons als Kira Starr, Richard Whiten als Jimmy Starr. Liedje: "I Think About You" Opmerking: deze aflevering is de ontknoping van de reeks "Austin & Ally: Liefdeskriebels" in Nederland en Vlaanderen. |            |                                                                              |                     |                                          |                   |               |  |
| 31 | 12         | Freaky Friends & Fan Fiction                                                 | Eric Dean Seaton    | Rick Nyholm                              | 7 april 2013      | 217           |  |
| Dez doet mee aan een korte verhaal wedstrijd. Hij vindt een antieke typemachine in de winkel waar Trish werkt. Het blijkt dat de typemachine magisch is, want alles wat Dez erop typt wordt werkelijkheid. Alles gaat goed, totdat Dez' vijand, Chuck (John Paul Green), de typemachine steelt en hij het leven van Austin, Ally, Dez en Trish zuur maakt. Uiteindelijk wordt Chuck verslagen en heeft Dez zijn typemachine weer terug. Aan het einde blijkt dat de hele aflevering Dez' korte verhaal is. Gastrollen: Andy Milder als Lester Dawson, John Paul Green als Chuck, Cassidy Ann Shaffer als Kimmy. |            |                                                                              |                     |                                          |                   |               |  |
| 32 | 13         | Couples & Careers (Koppels & Carrières)                                      | Eric Dean Seaton    | Teresa Ingram                            | 5 mei 2013        | 212           |  |
| Austin & Ally krijgen een kans om een song te schrijven voor een film, en als de producer het leuk vindt, zullen ze het lied gebruiken. Maar de song wordt het slechtste lied aller tijden, omdat Austin & Ally bang zijn om elkaar te kwetsen. Ook gaan Austin & Ally op hun eerste date, maar deze verloopt nogal ongemakkelijk. Als Austin & Ally zich realiseren dat het daten effect heeft op hun songwriting, besluiten ze om weer vrienden te worden. Ze accepteren het feit dat ze er nog niet klaar voor zijn om een koppel te vormen. Ondertussen doen Trish en Dez mee aan een wedstrijd om kaartjes te winnen voor de première van de nieuwe Zaliens film. Gastrollen: Mark Gagliardi als Mr. Hyde. |            |                                                                              |                     |                                          |                   |               |  |
| 33 | 14         | Spas & Spices (Pamperen & Pepers)                                            | Adam Weissman       | Luisa Leschin                            | 19 mei 2013       | 213           |  |
| Trish heeft een baan in de Spa en geeft Ally wat behandelingen om haar voor te bereiden op haar fotoshoot. Hun dag van relaxen verandert in een drama als Ally een sapje heeft gedronken dat haar tanden groen maakt, haar haar een grote flop is en ze vastzit in haar stoel. Ondertussen helpt Austin Dez om een chili wedstrijd te winnen. Maar ook deze keer is Chuck er weer bij. Gastrollen: John Paul Green als Chuck, Cole Sand als Nelson. |            |                                                                              |                     |                                          |                   |               |  |
| 34 | 15         | Solos & Stray Kitties (Solo's & Straatkittens)                               | Shelley Jensen      | Joey Manderino & Samantha Silver         | 2 juni 2013       | 214           |  |
| Trish heeft ervoor gezorgd dat Ally auditie mag doen voor platenmaatschappijen, maar wat Trish niet wist, is dat de auditie voor een meidengroep was genaamd 'Stray Kitties'. Ally wint de auditie en is nu 'Wicked Kitty', haar uiterlijk is veranderd naar dat van een gothic. Ally besluit dat ze niet meer in de band wil, maar de bandmanager accepteert dat niet. In het contract staat dat de bandmanager 'eigenaar' is van Ally. Nu moeten Austin, Dez en Trish een oplossing zoeken om Ally uit de band te krijgen. Ondertussen is Dez verliefd op 'Glamour Kitty'. Gastrollen: Saidah Arrika Ekulona als Val Crawford, Skyler Vallo als Country Kitty, Kimberly Whalen als Glamour Kitty. Liedjes: "Pillow Fight", "No Boys Allowed", "You Can Come To Me" |            |                                                                              |                     |                                          |                   |               |  |
| 35 | 16         | Boy Songs & Badges (Slechte Songs & Scouts)                                  | Eric Dean Seaton    | Kevin Kopelow & Heath Seifert            | 8 juni 2013       | 218           |  |
| Ally moet haar demo afmaken en heeft geen tijd om een nieuw nummer te schrijven voor Austin. Aangezien Austin moet optreden met een nieuw nummer, probeert hij zelf een nummer te schrijven. Gastrollen: Cole Sand als Nelson, Russ Marchand als Jett Deely, Devan Leos als JJ De la Rosa. Liedje: "The Pioneers Ranger Song" |            |                                                                              |                     |                                          |                   |               |  |
| 36 | 17         | Tracks & Trouble (Platen & Problemen)                                        | Sean Lambert        | Steve Freeman & Aaron Ho                 | 23 juni 2013      | 216           |  |
| Jimmy Starr biedt Ally aan om haar liedje te kopen voor zijn dochter, Kira, maar Ally zegt nee omdat het liedje over haarzelf gaat. Kira is bezig met nummers op te nemen in de studio. Austin, Ally, Dez en Trish gaan ook naar de studio. Wanneer blijkt dat ze per ongeluk over het liedje van Kira hebben opgenomen, wordt Austin ontslagen bij Starr Records en heeft geen platencontract meer. Kira heeft een optreden. Voor het optreden gaat Ally naar Kira toe en geeft Kira het liedje. Ze vraagt aan Kira of zij in ruil voor het liedje met haar vader wil praten over Austin en zijn platencontract. Kira laat Ally haar nummer zingen. Wanneer Ally klaar is met haar liedje komt Jimmy naar haar toe om te vertellen dat wat zij deed voor Austin erg lief was. Daarna geeft hij Austin zijn platencontract terug en geeft Ally ook een platencontract. Gastrollen: Kiersey Clemons als Kira Starr, Richard Whiten als Jimmy Starr. Liedje: "Finally Me" |            |                                                                              |                     |                                          |                   |               |  |
| 37 | 18         | Viral Videos & Very Bad Dancing (Supervideo's & Slechte Dansmoves)           | Shannon Flynn       | Luisa Leschin                            | 14 juli 2013      | 219           |  |
| Ally is genomineerd als een van Miami's opkomende artiesten en gaat samen met Austin, Dez en Trish naar een feestje om het te vieren. Elke genomineerde moet een eigen video maken. Ally besluit om een dansvideo te maken. Maar wanneer producer Jean Paul Paul-Jean Ally haar dansje ziet doen, waarschuwt hij haar dat dit misschien ervoor zorgt dat ze niet wint. Maar Ally gelooft in zichzelf en maakt een dansvideo met haar slechte dansbewegingen. Doordat het dansje er in de video cool uitzien, wint Ally en is haar dansje in één klap populair. Gastrollen: Arturo Del Puerto als Jean Paul Paul-Jean. Liedje: "The Ally Way" |            |                                                                              |                     |                                          |                   |               |  |
| 38 | 19         | Tunes & Trials (Romantische liedjes & Rechtszaken)                           | Shelley Jensen      | Samantha Silver & Joey Manderino         | 19 juli 2013      | 220           |  |
| Ally heeft het zo druk met haar eigen carrière dat ze nauwelijks meer tijd heeft om ook nog voor Austin nummers te schrijven. Ze geeft hem daarom een boek om nummers in te schrijven zodat hij kan proberen om zelf liedjes te schrijven. Om hem te helpen zij ze tegen hem dat hij moet schrijven over iets of iemand waar hij veel om geeft. Het lukt Austin om een liedje te schrijven genaamd "Steal Your Heart" en het wordt een grote hit. Ondertussen zijn Trish en Dez verslaafd aan een programma genaamd "Crime & Judgement". Doordat Austins liedje een hit is, gaan mensen zich afvragen over wie het liedje gaat. Trish en Dez proberen naar antwoorden te zoeken met behulp van de kennis die ze op hebben gedaan van het programma. Later klaagt Val Austin aan. Ze beweert dat Austin "Steal Your Heart" van haar gestolen heeft, maar de vier weten wel bijna zeker dat dit een wraakactie van haar is omdat ze voor haar geen liedje wilden schrijven. De volgende dag gaan ze naar de rechtbank. De vier doen hun best om Austin te verdedigen, maar Val heeft ervoor gezorgd dat alles niet meewerkt. Daarom besluit Trish om de eerdere vriendinnen van Austin te ondervragen als bewijs dat Austin het lied geschreven heeft, maar hun antwoorden zijn nutteloos. Daarna besluiten de vier om Austin te laten optreden als bewijs. Trish kijkt gedurende het hele optreden goed naar Austin en merkt dat Austin het nummer zingt tegen elk meisje in de rechtszaal, behalve Ally. Daarna bekent Austin dat het lied over Ally gaat. Daarna geven ze beide toe dat ze nog gevoelens voor elkaar hebben, maar ze besluiten toch om vrienden te blijven. Aan het eind wint Team Austin & Ally. Gastrollen: Kiersey Clemons als Kira Starr, Carrie Wampler als Brooke, Madison McMillin als Europese Supermodel, Saidah Arrika Ekulona als Val Crawford, Gregg Daniel als de rechter. Liedje: "Steal Your Heart" |            |                                                                              |                     |                                          |                   |               |  |
| 39 | 20         | Future Sounds & Festival Songs (Toekomst & Traditie)                         | Shelley Jensen      | Francisco Angones and Amy Higgins        | 28 juli 2013      | 226           |  |
| Austin is uitgenodigd om te komen optreden tijdens het "Wereld Muziek Festival". Jimmy vraag aan Austin & Ally om een nieuw nummer te schrijven voor het festival. Austin kiest ervoor om een geavanceerd toekomstig instrument te gebruiken, maar Ally gelooft dat ze het op de oude manier moeten schrijven. Nadat Austin het instrument per ongeluk kapot maakt, wordt hij geëlektrocuteerd en belandt hij in het jaar 2345. Daar is alles wit en is muziek gewoon een willekeurige ruis. Austin ontdekt dat geavanceerde machines alles verpest hebben. Austin beseft dat de normale weg om liedjes te schrijven veel belangrijker is en leert daarom de toekomstige versies van Ally, Trish en Dez hoe ze een instrument bespelen. Na het optreden wordt hij weer geëlektrocuteerd en wordt wakker uit zijn droom over de toekomst. Daarna vertelt hij het aan zijn vrienden. Gastrollen: Richard Whiten als Jimmy Starr, Cole Sand als Nelson. Liedje: "Timeless" |            |                                                                              |                     |                                          |                   |               |  |
| 40 | 21         | Sports & Sprains (Sport & Spirit)                                            | Shelley Jensen      | Wayne Conley                             | 4 augustus 2013   | 221           |  |
| Het is schoolspirit week op Marino High. Austin voegt zich bij het basketbal team, terwijl Ally schrijft voor de schoolkrant. Trish doet alsof ze om de school geeft in ruil voor $1000 dollar. Dez wil graag bij de cheerleaders, maar moet het opnemen tegen Chuck voor de plek. Gastrollen: John Paul Green als Chuck, Richard Whiten als Jimmy Starr, Cassidy Ann Shaffer als Kimmy. Liedje: "Living In The Moment" |            |                                                                              |                     |                                          |                   |               |  |
| 41 | 22         | Beach Bums & Blings (Crisis & Come-backs)                                    | Sean Lambert        | Wayne Conley                             | 11 augustus 2013  | 215           |  |
| Austin helpt zijn rocklegende om zijn grote comeback te maken. Ondertussen heeft Austin veel geld gekregen van zijn platenmaatschappij een koopt voor zijn vrienden cadeaus. Hij geeft Trish een eigen kiosk zodat ze haar eigen baas kan zijn, Dez een auto en voor Ally heeft hij schoenen gekocht die uit haar favoriete film komen, maar ze kan er niet op lopen. Gastrollen: Paul Zies als Jackson Lowe, Amanda Leighton als Bonnie. Liedje: "I Got That Rock n' Roll" |            |                                                                              |                     |                                          |                   |               |  |
| 42 | 23         | Family & Feuds (Families & Vetes)                                            | Craig Wyrick-Solari | Rick Nyholm                              | 1 september 2013  | 223           |  |
| Austin, Ally en Trish gaan met Dez mee naar de verjaardag van zijn jongere zusje Didi. Op de verjaardag van Didi zal iedereen Didi's nieuwe vriendje voor het eerst ontmoeten. Als het blijkt dat Chuck Didi's vriendje is, is Dez helemaal van slag. Hij probeert samen met Austin en Trish om ze uit elkaar te drijven. Ally vindt het maar niks. Als het de drie lukt om Chuck en Didi uit elkaar te drijven is Didi helemaal van slag en Chuck wil wraak. Wanneer de wraak van Chuck Austin, Ally en Trish te veel wordt, proberen ze samen met Dez' familie om de vete tussen Dez en Chuck te beëindigen. Gastrollen: John Paul Green als Chuck, Jamie Kaler als Dennis, Vicki Lewis als Donna, Galadriel Stineman als Didi. |            |                                                                              |                     |                                          |                   |               |  |
| 43 | 24         | Moon Week & Mentors (Moon week & Mentoren)                                   | Ken Ceizler         | Steve Freeman & Aaron Ho                 | 15 september 2013 | 222           |  |
| Austin & Ally zijn gevraagd om in de jury te zitten bij een zangcompetitieshow die viert dat het "Austin Moon Week" is. Ally kiest een kandidaat die haar herinnert aan haar vroegere ik. Austin & Ally werken zo hard mogelijk om de kandidaat naar de top te krijgen. Ondertussen proberen Trish en Dez het meest indrukwekkende spandoek te maken om zo op televisie te komen. Gastrollen: Chloe & Halle, Sabrina Carpenter als Lucy, Russ Marchand als Jett Deely, Arturo Del Puerto als Jean Paul Paul-Jean, Saidah Arrika Ekulona als Val, Maddie Simpson als Agnes, Tyler Shamy als Clayton. Liedje: "I Got That Rock n' Roll" en verschillende nummers van Austin Moon die de kandidaten zingen. |            |                                                                              |                     |                                          |                   |               |  |
| 44 | 25         | Real Life & Reel Life (Live & Levens)                                        | Shelley Jensen      | Samantha Silver & Joey Manderino         | 22 september 2013 | 224           |  |
| Dez en Trish willen een film maken over Austin en Ally. Dez bedenkt dan dat het leuk is om alle hoogtepunten uit Austin en Ally's carrière na te spelen en te filmen. Maar als blijkt dat Austin & Ally geheimen voor elkaar hebben, raken ze in een dikke ruzie. Zal het nog goed komen? Liedje: "You Can Come To Me" |            |                                                                              |                     |                                          |                   |               |  |
| 45 | 26         | Fresh Starts & Farewells (Aftrap & Afscheid)                                 | Shelley Jensen      | Kevin Kopelow & Heith Seifert            | 29 september 2013 | 225           |  |
| Ally, Trish en Dez bereiden zich voor om met Austin mee te gaan op zijn eerste nationale tour. Als Ally in Miami optreedt als Austins openingsact, krijgt ze een aanbod dat kan helpen bij haar eigen muziekcarrière. Nu moet Ally kiezen: Gaat ze met Austin mee op tour of blijft ze in Miami om zich te focussen op haar muziekcarrière? Gastrollen: Richard Whiten als Jimmy Starr, Joe Rowley als Ronnie Ramone. Liedjes: "The Me That You Don't See", "Better Than This" Opmerking: Dit is de seizoensfinale. |            |                                                                              |                     |                                          |                   |               |  |

## Seizoen 3 (2013/2014)
- Op 2 april 2013 werd bekendgemaakt dat Austin & Ally een derde seizoen ging krijgen.
- De productie ervan begon op 8 juli 2013 en eindigde op 24 januari 2014.
- De première van dit seizoen was 27 oktober 2013 in de VS
- Dit seizoen bestaat uit 22 afleveringen.
- Dit seizoen is van start gegaan op 13 juni 2014 in Nederland en Vlaanderen.

| Nr. | Aflevering | Titel                                                                          | Regisseur           | Schrijver                        | Uitzenddatum      | Productiecode |  |
| --- | ---------- | ------------------------------------------------------------------------------ | ------------------- | -------------------------------- | ----------------- | ------------- |  |
| 46 | 1          | Road Trips & Reunions (Roadtrips & Reünies)                                    | Shelley Jensen      | Kevin Kopelow & Heath Seifert    | 27 oktober 2013   | 301           |  |
| Ally heeft moeite met het afmaken van haar liedjes en gaat daarom videochatten met haar vrienden. Ally besluit om haar vrienden op te zoeken op tour in Portland. Maar dingen gaan anders wanneer Ally op het verkeerde vliegveld terechtkomt. Later die nacht moet slaperige Austin naar het toilet en stapt in de verkeerde bus. Ally is intussen bij Trish en Dez aangekomen, maar Austin is weg. Austin is in Washington D.C., maar de rest is in Seattle in de staat Washington. Bij Austins concert in Seattle is de groep weer bij elkaar en besluit Ally om de rest van de tour te blijven bij haar vrienden. Gastrollen: Andy Milder als Lester Dawson, Molly Jackson als Lulu Liedjes: "Chasin' The Beat Of My Heart", "The Me That You Don't See" |            |                                                                                |                     |                                  |                   |               |  |
| 47 | 2          | What if's & Where's Austin (Wat Als & Waar is Austin?)                         | Shelley Jensen      | Rick Nyholm                      | 3 november 2013   | 302           |  |
| Als Austin ontbijt aan het halen is, fantaseren Ally, Trish en Dez over een leven zonder Austin. Gastrol: Richard Whiten als Jimmy Starr Liedjes: "Double Take", "Finally Me", "You Wish You Were Me" |            |                                                                                |                     |                                  |                   |               |  |
| 48 | 3          | Presidents & Problems (Presidenten & Perikelen)                                | Shelley Jensen      | Meg DeLoatch                     | 10 november 2013  | 303           |  |
| De groep gaat naar het museum toe in Washington D.C., de laatste stop van Austins tour. Austin krijgt de kans om voor de President van de Verenigde Staten op te treden, maar als Austins voeten vast komen te zitten in meisjes schoenen heeft de groep een groot probleem. Gastrollen: Tom Fonss als Anders, Reggie Brown als President Barack Obama Liedje: "Don't Look Down" |            |                                                                                |                     |                                  |                   |               |  |
| 49 | 4          | Beach Clubs & BFF's (Strandclubs & Strijd om vriendin)                         | Sean Lambert        | Samantha Silver & Joey Manderino | 24 november 2013  | 304           |  |
| Trish wordt jaloers op de vriendschap van Ally en Kira. Austin en Dez vinden een verborgen schatkaart op het strand. Gastrollen: Kiersey Clemons als Kira Starr, Andy Milder als Lester Dawson, Alexa Rose Russo als Hazel Liedje: "Redial" |            |                                                                                |                     |                                  |                   |               |  |
| 50 | 5          | Mix Ups & Mistletoes                                                           | Adam Weissman       | Rick Nyholm                      | 1 december 2013   | 310           |  |
| Trish organiseert een Kids Club kerstfeest waar Austin en Ally hun originele kerstnummer zullen zingen en waar Austin Moon poppen worden verspreid, maar een fout van de speelgoedfabriek gooit alles overhoop. Ondertussen brengt Trish Dez en zijn aartsvijand Chuck in een wedstrijd om te kijken wie een beter Kerstman is. Gastrollen: John Paul Green als Chuck McCoy, Alexa Rose Russo als Hazel Liedje: "I Love Christmas" |            |                                                                                |                     |                                  |                   |               |  |
| 51 | 6          | Glee Clubs & Glory (De Zangclub Zal Zegevieren)                                | Shelley Jensen      | Meg DeLoath                      | 19 januari 2014   | 313           |  |
| Als er 1 van de zangers uit Ally's schoolkoor gewond raakt, moet ze op zoek naar een nieuwe zanger. Austin offert zich op, maar Austin en Ally krijgen ruzie omdat Austin Ally's aanpak ouderwets vindt. Gastrollen: Tahlena Chikami als B.B., Bruno Amato als Coach Simmons, Ashley Argota als Elle, Román Zaragoza als Miles, Kahyun Kim als Sun Hee, Mollee Gray als Glee Club lid Liedje: "Austin & Ally Medley" |            |                                                                                |                     |                                  |                   |               |  |
| 52 | 7          | Austin & Alias (Austin & Alias)                                                | Jon Rosenbaum       | Steve Freeman & Aaron Ho         | 26 januari 2014   | 305           |  |
| Als Ally van Ronnie Ramone geen liedjes meer voor Austin mag schrijven, omdat ze dan "de concurrentie helpt", moet Austin op zoek naar een nieuwe songwriter. Ally neemt een alias aan om zo toch Austins songwriter te blijven. Gastrollen: Joe Rowley als Ronnie Ramone, Russ Marchand als Jett Deely Liedje: "Who U R" |            |                                                                                |                     |                                  |                   |               |  |
| 53 | 8          | Princesses & Prizes (Prinsessen & Prijzen)                                     | Eric Dean Seaton    | Rick Nyholm                      | 9 februari 2014   | 306           |  |
| Om geld op te halen voor Ally's goede doel, stemt Austin ermee in om mee te doen aan een veiling. Ze veilen veel Austin merchandise, en ook een date met Austin. Als Ally jaloers wordt, geeft dit veel problemen. Uiteindelijk blijkt alles een misverstand. Austin en Ally besluiten om elkaar los te laten qua vriend-vriendinnetje ding en verder te gaan als vrienden. Gastrollen: Sofia Carson als Chelsea, Melany Ochao als Heidi, Carrie Wampler als Brooke Liedje: "Upside Down" |            |                                                                                |                     |                                  |                   |               |  |
| 54 | 9          | Cupids & Cuties (Cupido's & Kanjers)                                           | Eric Dean Seaton    | Kevin Kopelow & Heath Seifert    | 9 maart 2014      | 307           |  |
| Trish krijgt bezoek van een jongen die ze op tour heeft ontmoet en erg leuk vindt. Maar als ze niet weet hoe ze zich moet gedragen op hun date, vraagt ze advies aan "Dr. Cupid". Later blijkt dat Dez te zijn. Ondertussen wordt Dez erop gewezen dat hij nog nooit een vriendin heeft gehad en dus gaat hij wanhopig op zoek. Gastrollen: Cameron Deane Stewart als Jace, Hannah Kat Jones als Carrie, Michael-Leon Wooley als DJ Sonny Smooth |            |                                                                                |                     |                                  |                   |               |  |
| 55 | 10         | Critics & Confidence (Recensies voor beginners)                                | Shannon Flynn       | Aaron Ho & Steve Freeman         | 16 maart 2014     | 308           |  |
| Als Austin voor het eerst een negatieve recensie heeft gekregen over zijn optreden, raakt hij zijn 'swag' kwijt en krijgt hij plankenkoorts. Ally, Dez en Trish proberen hem er weer boven op te krijgen. Gastrol: Justin Dray als Kenneth Kreen Liedje: "Stuck On You" |            |                                                                                |                     |                                  |                   |               |  |
| 56 | 11         | Directors & Divas (Draaien met Diva's)                                         | Laura James         | Joey Manderino & Samantha Silver | 13 april 2014     | 317           |  |
| Dez krijgt de kans om een film te regisseren waar Austin in meespeelt, maar Austins tegenspeelster, Brandy Braxton, blijkt een probleem te zijn omdat ze nogal veeleisend is. Gastrollen: Grace Phipps als Brandy Braxton, Brendan Hunt als Spike Stevens Opmerking: Toen ze praatten over wat voor film het zou zijn, hoopte Austin dat het een 'beach' musical was, en Ally dan zegt dat hij een zingende surfer zou spelen. Dat verwijst naar Ross' film Teen Beach Movie, waarin Ross Lynch en Grace Phipps al eerder met elkaar werkten. |            |                                                                                |                     |                                  |                   |               |  |
| 57 | 12         | Hunks & Homecoming", "Ally's New Crush (Partners & Praalwagens)                | Adam Weissman       | Steve Freeman & Aaron Ho         | 22 juni 2014      | 311           |  |
| Als Ally's platenproducer haar met een nieuwe artiest samen laat werken om een duet op te nemen, wordt ze overrompeld door het nieuws dat hij verliefd op haar is. Austin realiseert zich dat hij jaloers is op Ally en Gavin en wil Ally terug, niet alleen als songwriter maar ook als vriendin. Austin probeert Ally uit te leggen hoe hij zich voelt maar Gavin komt er steeds tussen. Aan het eind laat Ally Austin weten dat zij en Gavin op een date gaan. Gastrollen: Cameron Jebo als Gavin Young, John Paul Green als Chuck McCoy, Cassidy Ann Shaffer als Kimmy Liedje: "Me and You" |            |                                                                                |                     |                                  |                   |               |  |
| 58 | 13         | Fashion Shows & First Impressions", "Austin's New Crush (Passies & Impressies) | Craig Wyrick-Solari | Joey Manderino & Samantha Silver | 29 juni 2014      | 312           |  |
| Austin moet bewijzen dat hij niet oppervlakkig is als het om meisjes gaat, om zo Piper voor zich te winnen. Ondertussen bereid Ally haar voor om mee te lopen tijdens een modeshow. Gastrollen: Cameron Jebo als Gavin Young, Haley Erin als Piper, Hannah Kat Jones als Carrie, Hayley Erin als Piper, Harry Van Gorkum als Armand Bianchi |            |                                                                                |                     |                                  |                   |               |  |
| 59 | 14         | Fanatics & Favors (Gunsten & Griezelige fans)                                  | Sean Lambert        | Joey Manderino & Samantha Silver | 13 juli 2014      | 309           |  |
| Austin, Ally en Trish komen erachter dat Dez een nogal onverwacht familielid heeft, die toevallig een enorme Austin Moon fan is, naast het feit dat hij een NBA-superster is. Gastrollen: Dwyane Wade als zichzelf, Cameron Deane Stewart als Jace Liedje: "What We're About" |            |                                                                                |                     |                                  |                   |               |  |
| 60 | 15         | Eggs & Extraterrestrials (De Zaliens zijn geland!)                             | Shelley Jensen      | Calum Worthy                     | 27 juli 2014      | 321           |  |
| Wanneer Dez, Trish en Austin Ally proberen over te halen om mee te gaan naar de jaarlijkse Zaliens Conventie dat wordt gehouden in Miami, komen Dez en Trish toevallig echte Zaliens tegen en moeten ze een plan bedenken om te overleven. Aan het eind blijkt dat het allemaal een droom van Dez was. Gastrollen: David Magidoff als Zip, Greg Worswick als Zilch Liedje: "Look Out!" |            |                                                                                |                     |                                  |                   |               |  |
| 61 | 16         | Proms & Promises (Gala's & Problemen)                                          | Jean Sagal          | Kevin Kopelow & Heath Seifert    | 10 augustus 2014  | 315           |  |
| Het schoolfeest komt eraan, Dez vraagt Carrie mee. Omdat Jace zijn been gebroken heeft, gaat Trish met Chuck om zo de $1000 te winnen tijdens de danscompetitie. Austin vraagt Piper mee naar het schoolfeest en Gavin vraagt Ally mee, maar Ally zegt nee. Ze wil niet met de verkeerde jongen naar het feest. Ally besluit om alleen naar het schoolfeest te gaan om lol te hebben met haar vrienden. Tijdens het feest realiseert Austin zich dat hij sterkere gevoelens heeft voor Ally dan voor Piper en dat hoort Carrie hem zeggen. Gastrollen: Hayley Erin als Piper, Cameron Jebo als Gavin Young, Hannah Kat Jones als Carrie, Andy Milder als Lester Dawson, Cameron Deane Stewart als Jace, John Paul Green als Chuck McCoy |            |                                                                                |                     |                                  |                   |               |  |
| 62 | 17         | Last Dances & Last Chances (Laatste dansen, laatste kansen)                    | Jon Rosenbaum       | Kevin Kopelow & Heath Seifert    | 24 augustus 2014  | 316           |  |
| Carrie dreigt Piper te vertellen dat Austin liever met Ally op het schoolfeest zou willen zijn. Als Austin & Ally gekroond worden tot de koning en koningin van het feest, vertelt Austin Piper dat hij nog steeds gevoelens heeft voor Ally. Piper moedigt hem aan om het Ally te vertellen. Nadat Austin en Piper hebben gebroken, arriveert Gavin bij het feest. Ally breekt met hem, omdat ze denkt dat zij niet bij elkaar passen. Trish en Dez besluiten om samen de danscompetitie te gaan doen, maar nadat ze hebben gewonnen realiseren ze zich dat het gewonnen geld zal worden gedoneerd aan de houtclub. Austin & Ally zoeken elkaar op en dansen samen, terwijl ze hun gevoelens uiten. De twee kussen en komen weer bij elkaar. Gastrollen: Hayley Erin als Piper, Cameron Jebo als Gavin Young, Hannah Kat Jones als Carrie, Cameron Deane Stewart als Jace, John Paul Green als Chuck McCoy, Kahyun Kim als Sun Hee, Cassidy Ann Shaffer als Kimmy |            |                                                                                |                     |                                  |                   |               |  |
| 63 | 18         | Videos & Villains (Trammelant in de top 10)                                    | Craig Wyrick-Solar  | Amelia Sims                      | 21 september 2014 | 320           |  |
| Als Austin niet komt opdagen bij zijn tv optreden bij "Video Countdown Live", ontdekken Ally, Dez en Trish al gauw dat Brooke Austin gevangenhoudt, net zo lang totdat hij een liedje voor haar heeft geschreven. Gastrollen: Carrie Wampler als Brooke, Russ Marchand als Jett Deely Liedje: "Upside Down" |            |                                                                                |                     |                                  |                   |               |  |
| 64 | 19         | Beauties & Bullies (Doornroosje en De Pestkop)                                 | Rich Correll        | Kevin Kopelow & Heath Seifert    | 28 september 2014 | 319           |  |
| Trish heeft de hoofdrol gekregen in een toneelstuk van school. Ze stopt ermee, omdat iemand haar pest op het internet. Al gauw stopt Trish ook met naar school gaan, omdat ze echt diep gekwetst is. Gastrollen: Hannah Kat Jones als Carrie, Cassidy Ann Shaffer als Kimmy, Christine Alicia Rodriguez als Margo, Bruno Amato als Coach Simmons, Román Zaragoza als Miles Liedje: "Superhero" |            |                                                                                |                     |                                  |                   |               |  |
| 65 | 20         | Horror Stories & Halloween Scares (Griezelverhalen in de Nacht van Halloween)  | Rich Correll        | Jay Dyer                         | 5 oktober 2014    | 318           |  |
| De vrienden bereiden zich voor op het Halloween Feest van Jimmy Starr. Als de stroom uitvalt, zitten de vier vrienden vast in Sonic Boom. Ze doven de tijd met het houden van een wedstrijd wie het engste verhaal kan vertellen. Gastrollen: Megan B. Richie als Esmeralda, Matt Merchant als George |            |                                                                                |                     |                                  |                   |               |  |
| 66 | 21         | Records & Wrecking Balls (Platen of Pletten)                                   | Ken Ciezler         | Rick Nyholm                      | 12 oktober 2014   | 314           |  |
| Ally's album komt uit en ze realiseert zich dat ze niet langer meer bij Sonic Boom kan werken. Daarom besluit Lester om de winkel te verkopen. De nieuwe eigenares wil Sonic Boom platgooien en een nieuwe winkel bouwen. Daar zijn de vier vrienden niet blij mee. Ze proberen een manier te vinden om Lester te overtuigen om de winkel niet te verkopen. Ondertussen probeert Carrie een nieuwe baan te vinden, omdat ze is ontslagen is bij de strandclub. Gastrollen: Andy Milder als Lester Dawson, Russ Marchand als Jett Deely, Hannah Kat Jones als Carrie, Pamela Dunlap als Mevrouw Agnes Krum Liedje: "Parachute" |            |                                                                                |                     |                                  |                   |               |  |
| 67 | 22         | Relationships & Red Carpets (Relaties & Rode lopers)                           | Shelley Jensen      | Rick Nyholm                      | 23 november 2014  | 322           |  |
| Austin & Ally's relatie komt onder druk te staan als zij hun relatie moeten verbergen van Austins platenbureau voor het publiek. Ondertussen vraagt Dez zich af of hij naar Los Angeles moet verhuizen om dichter bij zijn vriendin te zijn en naar de filmschool te gaan. Gastrollen: Andy Milder als Lester Dawson, Jill Benjamin als Mimi Moon, John Henson als Mike Moon, Hannah Kat Jones als Carrie, Richard Whiten als Jimmy Starr, Tyne Stecklein als Jasmine Fiera |            |                                                                                |                     |                                  |                   |               |  |

## Seizoen 4 (2015/2016)
- Op 25 april 2014 maakte Disney bekend dat Austin & Ally een vierde seizoen zal krijgen. Hiermee is Austin & Ally een van de zeven Disney Channel Original Series die een vierde seizoen kreeg.
- Op 13 oktober 2014 begon de productie van dit seizoen.
- Laura Marano maakte op 6 februari 2015 bekend dat seizoen 4 het laatste seizoen zal zijn.
- Dit seizoen bestaat uit 20 afleveringen.
- Dit seizoen is van start gegaan op 17 juli 2015 in Nederland en Vlaanderen.

| Nr. | Aflevering | Titel                                                                     | Regisseur           | Schrijver                        | Uitzenddatum      | Productiecode |  |
| --- | ---------- | ------------------------------------------------------------------------- | ------------------- | -------------------------------- | ----------------- | ------------- |  |
| 68 | 1          | Buzzcuts & Beginnings (Nieuw Jaar & Nieuw Haar)                           | Shelley Jensen      | Kevin Kopelow & Heath Seifert    | 18 januari 2015   | 401           |  |
| Ally's laatste show van haar tour is in Miami, en Dez en Trish zijn overgevlogen om daarbij te zijn. Iedereen is erg blij om elkaar weer te zien. Austin is erg blij dat hij zijn examenjaar met zijn vrienden zal doen, maar Dez, Trish en Ally gaan niet mee naar school. Dez gaat weer terug naar Los Angeles, Trish gaat weer terug op tour met de Britse boyband en Ally heeft een Europese Tour aangeboden gekregen van Ronnie Ramone. Austin gaat naar zijn moeder voor advies, omdat zijn vrienden geen tijd meer hebben voor hem. Zij zegt dat Austin op zoek moet gaan naar een nieuwe passie, dus besluit Austin om naar de militaire school te gaan. Ondertussen bekend Dez dat hij en Carrie uit elkaar zijn en hij helemaal niet terug wil naar LA, Trish bekend dat ze het managen van de Britse boyband helemaal niet leuk vindt en in Miami wil blijven and Ally bekend dat zij liever in Miami blijft dan dat ze naar Europa gaat op tour. Als ze Austin willen vertellen dat ze alle drie in Miami blijven, komen ze erachter dat Austin naar de militaire school is. Ze moeten hem stoppen voordat hij is aangenomen. Als ze daar aankomen, proberen Ally en Trish de bewaker af te leiden, zodat Dez een manier kan zoeken om binnen te raken. Uiteindelijk raken ze binnen en zien ze Austin bij de kapper die zijn haar eraf scheert. Als ze proberen hem te stoppen, blijkt dat het Austin helemaal niet was. Gelukkig vinden ze Austin op tijd en vertellen hem dat ze in Miami blijven, samen. Gastrol: Jill Benjamin als Mimi Moon Liedjes: "A Billion Hits", "No Place Like Home" |            |                                                                           |                     |                                  |                   |               |  |
| 69 | 2          | Mattress Stores & Music Factories (Matrassenwinkels & Muziekfabrieken)    | Shelley Jensen      | Kevin Kopelow & Heath Seifert    | 25 januari 2015   | 402           |  |
| Ally zit te denken om een nieuwe winkel te beginnen, waarbij ze kinderen leert muziek te maken. Dit wil ze samen met Austin, Dez en Trish doen, maar Austin werkt momenteel bij de winkel van zijn ouders, Moons Matrassen Koninkrijk. Nu moet Austin een manier zien te vinden om ontslagen te worden... Gastrollen: Andy Milder als Lester Dawson, Jill Benjamin als Mimi Moon, John Henson als Mike Moon, Mimi Kirkland als Lily |            |                                                                           |                     |                                  |                   |               |  |
| 70 | 3          | Grand Openings & Great Expectations (Grote Opening en Hoge verwachtingen) | Eric Dean Seaton    | Samantha Silver & Joey Mandarino | 8 februari 2015   | 403           |  |
| Austin, Ally, Dez en Trish hebben een week om kinderen te leren om in een band te spelen, als promotie voor de opening van de A&A Music Factory. Gastrollen: Briana Lane als Beverly Robbins, Mimi Kirkland als Lily, Claire Engler als Dylan, Mar Mar als Herman, Isaak Presley als Max |            |                                                                           |                     |                                  |                   |               |  |
| 71 | 4          | Seniors & Señors (Zakkers & Zangers)                                      | Eric Dean Seaton    | Steve Freeman & Aaron Ho         | 15 februari 2015  | 404           |  |
| Het viertal is erg blij dat hun examenjaar is begonnen. Hun plannen vallen echter in duigen wanneer bekend wordt dat Austin nog niet alle punten binnen heeft. Gastrollen: Alex Meneses als Señora Gomez, Bruno Amato als Coach Simmons, Kahyun Kim als Sun Hee, Sergio Cardenas als Sergio |            |                                                                           |                     |                                  |                   |               |  |
| 72 | 5          | Homework & Hidden Talents (Huiswerk & Verborgen talenten)                 | Craig Wyrick        | Kevin Kopelow & Heath Seifert    | 28 maart 2015     | 405           |  |
| Ally wil aan Austin bewijzen dat ze een verborgen talent uit een nieuwe student kan halen. Ondertussen moet Trish een boekverslag maken en komt Dez met een geweldig idee daarvoor. Gastrollen: Maddie Ziegler als Shelby Hayden, Brooke Sorenson als Violet Hayden Liedje: "Finally Me" |            |                                                                           |                     |                                  |                   |               |  |
| 73 | 6          | Duos & Deceptions (Duo's & Deceptie)                                      | Jean Sagal          | Samantha Silver & Joey Manderino | 19 april 2015     | 409           |  |
| Trish boekt Billie en Bobby van "De Billie & Bobby Show", een beroemd broer en zus duo, te praten en op te treden voor de studenten van de A&A Music Factory. Wanneer er een inspecteur langs om te kijken naar de muziekschool en dreigt het te sluiten, leren de vrienden dat het bezoekje van het beroemde duo bijbedoelingen heeft. Speciale gastrollen: Ryan McCartan als Billie, Dove Cameron als Bobbie Gastrollen: Leslie David Baker als Mr. Schxlumbraugh, Mimi Kirkland als Lily |            |                                                                           |                     |                                  |                   |               |  |
| 74 | 7          | Wedding Bells & Wacky Birds (Trouwjurken & Maffe Dodo's)                  | Adam Weissman       | Rachel McNevin                   | 3 mei 2015        | 406           |  |
| Als Austin & Ally een opdracht moeten doen voor school, leren ze hoe het is om een getrouwd stel te zijn. Ondertussen helpt Trish Dez om een baantje te boeken als regisseur voor een reclamespotje. Gastrollen: Carla Delaney als Mvr. Towsend, Hannah Kat Jones als Carrie, Harry Van Gorkum als Armand Bianchi, Christian Gehring als Landon |            |                                                                           |                     |                                  |                   |               |  |
| 75 | 8          | Karaoke & Kamility (Karaoke en Calamiteiten)                              | Shelley Jensen      | Aaron Ho & Steve Freeman         | 14 juni 2015      | 412           |  |
| Er is een nieuwe student bij de Music Factory die bang is voor zoete aardappelen. Austin verlangt ernaar om weer muziek te maken, dus gaat hij vermomd als een houthakker zingen in een karaoke club. Gastrollen: Skylar Stecker als Ridley Rodgers, Richard Whiten als Jimmy Starr Liedjes: "Illusion", "Can You Feel It", "Parachute" |            |                                                                           |                     |                                  |                   |               |  |
| 76 | 9          | Mini-Me's & Muffin Baskets (Mini-mij & Muffin-mandjes)                    | Shelley Jensen      | Samantha Silver & Joey Manderino | 21 juni 2015      | 413           |  |
| De A&A Music Factory is bezig met de voorbereiding voor een talent showcase voor hun studenten, vooral voor het jonge talent Ridley. Terwijl ze bezig zijn met het plannen, heeft Trish een nieuwe student, Sadie, die graag een manager wil zijn. Sadie veroorzaakt als snel problemen als ze niet naar Trish luistert en de showcase van de Music Factory steelt. De groep komt hierachter en gaan gauw naar het nieuwe adres. Ze redden de showcase op tijd voor het optreden van Ridley en Ally. Jimmy Starr biedt Ridley een platencontract aan en besluit dat Austin weer mag optreden. Gastrollen: Richard Whiten als Jimmy Starr, Lauren Lindsey Donzis als Sadie, Mar Mar als Herman, Isaak Presley als Max, Skylar Stecker als Ridley Rodgers Liedjes: "Play My Song", "Steal Your Heart" |            |                                                                           |                     |                                  |                   |               |  |
| 77 | 10         | Dancers & Ditzes (Dansers & Dommerds)                                     | Adam Weissman       | Kevin Kopelow & Heath Seifert    | 12 juli 2015      | 407           |  |
| Ally mag optreden tijdens een prijsuitreiking, maar de producers zijn bang omdat ze een groot dansnummer wil doen. En Ally staat nu niet echt bekend als een goede danseres. Speciale gastrol: Becky G als zichzelf Gastrollen: Hannah Kat Jones als Carrie, Russ Marchand als Jett Deely, Katie Wee als Sheila Berman Liedjes: "Dance Like Nobody's Watching", "Can't Stop Dancing" |            |                                                                           |                     |                                  |                   |               |  |
| 78 | 11         | Mysteries & Meddling Kids (Mysteries & Bemoeials)                         | Laura James         | Steve Freeman & Aaron Ho         | 26 juli 2015      | 417           |  |
| Ally's songbook wordt gestolen tijdens het 70e jaren thema schoolfeest. De groep gaat op zoek naar de dader. Gastrollen: Sherry Weston als Mvr. Kravitz, Carrie Wampler als Brooke, Cassidy Ann Shaffer als Kimmy, John Paul Green als Chuck McCoy, Román Zaragoza als Miles |            |                                                                           |                     |                                  |                   |               |  |
| 79 | 12         | Comebacks & Crystal Balls (Comeback's & Kristallen bollen)                | Craig Wyrick-Solari | Jeny Quine                       | 9 augustus 2015   | 408           |  |
| Een bezoekje aan een waarzegster overtuigt Austin ervan dat er iets ergs zal gebeuren tijdens zijn comeback concert. Ondertussen gelooft Trish dat ze een prins zal ontmoeten. En met die informatie in het achterhoofd en posters met verkeerd gespelde namen en Austin die vastzit in een glazen box op de avond van zijn show, valt er nog maar één ding te doen... Een spectaculair optreden geven in een glazen box – met een spiksplinternieuw lied - "Take it from the top". Gastrol: Pamala Tyson als Miss Claire Liedje: "Take It From The Top" |            |                                                                           |                     |                                  |                   |               |  |
| 80 | 13         | Burdens & Boynado (Bezwaar & Boynado)                                     | Shelley Jensen      | Samantha Silver & Joey Manderino | 23 augustus 2015  | 418           |  |
| Als Trish's boy-band klant "Boynado" dreigt uit elkaar te gaan, moet ze een manier zoeken om hun problemen op te zien lossen. Ondertussen proberen Austin en Ally een voormalige imitator te helpen met het zoeken naar zijn eigen stem. Speciale gastrol: Rico Rodriguez als Benny Gastrollen: Chris Trousdale als Rupert, Luke O'Sullivan als Nigel, Kylend Hetherington als Devin |            |                                                                           |                     |                                  |                   |               |  |
| 81 | 14         | Bad Seeds & Bad Dates (Rotte Appel, rotte date)                           | Laura James         | Jeny Quine                       | 20 september 2015 | 411           |  |
| Mikey is een onaangename en erg onvolwassen leerling bij de Music Factory. Ally komt erachter dat haar vader weer aan het daten is. Het wordt pas erger als Ally erachter komt dat de date van haar vader Mikeys moeder is. Gastrollen: Andy Milder als Lester Dawson, Mar Mar als Herman, Jean Villepique als Joanna, Dillon Fitzgerald als Mikey |            |                                                                           |                     |                                  |                   |               |  |
| 82 | 15         | Scary Spirits & Spooky Stories (Gruwlijke Geesten)                        | Andy Fickman        | Garron Ma                        | 4 oktober 2015    | 414           |  |
| De vier vrienden gaan naar "Central Park Spooktacular" in New York om daar Halloween te vieren. Ze houden een wedstrijd wie het beste spookverhaal kan vertellen. Speciale gastrollen: Kamil McFadden als Ernie Cooper, Trinitee Stokes als Judy Cooper (van K.C. Undercover) |            |                                                                           |                     |                                  |                   |               |  |
| 83 | 16         | Rejection & Rocket Ships (Afwijzigingen & Ruimtescheppen)                 | Raini Rodriguez     | Rachel McNevin                   | 8 november 2015   | 415           |  |
| Ally heeft een interview met een vertegenwoordigster van Harvard, maar deze verloopt slecht waardoor ze geweigerd wordt. Naar Harvard gaan was Ally's droom, die nu in duigen valt. Daarom houdt ze maar op met leren. Ondertussen houden Austin en Dez zich bezig met het feit dat hun favoriete ritje van hun kindertijd wordt weggehaald uit het winkelcentrum. Gastrollen: Robin Riker als Mevrouw Jackson, Bryant Tardy als Gabe |            |                                                                           |                     |                                  |                   |               |  |
| 84 | 17         | Cap and Gown & Can't be found (Gevonden Herinneringen)                    | D.W. Moffett        | Jeny Quine                       | 22 november 2015  | 416           |  |
| Ally is een bibliotheek boek kwijt, waardoor ze niet mag afstuderen en naar de diploma-uitreiking mag. Austin helpt haar met zoeken. Ondertussen verzint Trish een paar gedenkwaardige momenten om zo meer foto's in het jaarboek te krijgen. Gastrol: John Paul Green als Chuck McCoy |            |                                                                           |                     |                                  |                   |               |  |
| 85 | 18         | Santas & Surprises (De Kerstman & Kadootjes)                              | Jean Sagal          | Wayne Conley                     | 6 december 2015   | 410           |  |
| Als een van de studenten van de Music Factory verdrietig is dat ze Kerst zonder haar vader zal moeten vieren, proberen de vier vrienden haar op te vrolijken. Gastrollen: Mimi Kirkland als Lily, Mar Mar als Herman, Izzy Diaz als Dokter Salt, Jim O'Heir als de Kerstman |            |                                                                           |                     |                                  |                   |               |  |
| 86 | 19         | Musicals & Moving On (Toekomstmuziek)                                     | Craig Wyrick-Solari | Aaron Ho & Steve Freeman         | 10 januari 2016   | 420           |  |
| Terwijl de rest van de groep zich voorbereidt op hun toekomst, is Trish nog aan het uitvogelen wat haar toekomst inhoudt. Gastrol: Brandan Hunt als Spike Stevens Liedje: "You've Got A Friend" |            |                                                                           |                     |                                  |                   |               |  |
| 87 | 20         | Duets & Destiny (Duet voor het Leven)                                     | Shelly Jensen       | Heath Seifert & Kevin Kopelow    | 10 januari 2016   | 419           |  |
| Vier jaar nadat de groep ieder zijn of haar eigen weg is gegaan, komen ze weer samen en laten ze weten wat ze al die tijd gedaan hebben. Dez heeft zijn documentaire over Austin & Ally afgemaakt, alhoewel deze niet echt een vrolijk eind heeft. Austin & Ally zijn namelijk geen koppel meer. Ondertussen heeft Trish in een paar musicals gespeeld, is Ally afgestudeerd van Harvard en is Austin wezen touren. Austin en Ally hebben elkaar al vier jaar niet meer gezien. Trish en Dez vinden het vervelend dat ze elkaar niet willen zien, dus komen ze met een plan. Trish heeft Austin én Ally geboekt voor De Helen Show, maar ze weten allebei niet dat de ander daar ook zal zijn. Het is een beetje ongemakkelijk, totdat Ally wegloopt. Austin loopt haar achterna en samen praten ze het uit. Ze besluiten om samen het nummer te zingen, wat Ally oorspronkelijk alleen zou doen. De twee maken het goed en worden weer een koppel. Tevens gaan ze verder als duo in de muziekbusiness. Daarna gaan we tien jaar verder in de tijd. Austin en Ally zijn getrouwd en hebben een zoon Alex en dochter Ava. Dez is getrouwd met Carrie en hebben een zoon Darrie. Trish is getrouwd met Chuck en hebben een dochter Magnolia Rose. De aflevering (en tevens de serie) eindigt met Austin & Ally achter de piano en spelen de melodie van "Can't Do It Without You". Gastrollen: Mim Drew als Helen, Hannah Kat Jones als Carrie, John Paul Green als Chuck McCoy Liedje: "Two In A Million" |            |                                                                           |                     |                                  |                   |               |  |